# 洞鹿乡
洞鹿乡，是中华人民共和国重庆市云阳县下辖的一个乡镇级行政单位。

## 行政区划
洞鹿乡下辖以下地区：
青康村、双河村、三元村、洞鹿村和三池村。